# Леополд Фердинанд фон Шверин
Леополд Фердинанд фон Шверин (на немски: Leopold Ferdinand Graf von Schwerin; * 22 декември 1716, Берлин; † 18 ноември 1757, Берлин) от Мекленбург-Померанската фамилия „фон Шверин“, е граф на Шверин, Требшен и Радевиш.

## Произход
Той е четвъртият син (шестото дете) на граф Фридрих Вилхелм фон Шверин (1678 – 1727), наследствен кемерер на Маркграфство Бранденбург, и първата му съпруга фрайин Шарлота Луиза фон Хайден (1678 – 1704/1751), дъщеря на пруския генерал на кавалерията фрайхер Йохан Зигизмунд Вилхелм фон Хайден (1641 – 1724) и Анна Луиза (Мария) Квад фон Томбург/фон Ландскрон (1659 – 1687). Внук е на пруския дипломат граф Ото фон Шверин (1645 – 1705/1715) и фрайин Ирмгард Мария Квад фон Викрат (1651 – 1730).
Баща му се жени втори път 1726 г. за Амалия Луиза фон Дона-Шлобитен (1686 – 1757). Най-големият му брат е граф Лудвиг Ото Зигизмунд фон Шверин (1710 – 1778).

## Фамилия
Леополд Фердинанд фон Шверин се жени на 29 май 1752 г. в Дирдорф за графиня София Хенриета Амалия фон Вид-Рункел (* 22 февруари 1731; † 24 февруари 1799), дъщеря на граф Йохан Лудвиг Адолф фон Вид-Рункел (1705 – 1762) и графиня Кристиана Луиза от Източна Фризия (1710 – 1732). Те имат три деца:
- Фридрих Карл Лудвиг фон Шверин (* 14 юли 1753, Дирдорф; † 18 октомври 1801, Иглау), неженен
- Вилхелм Хайнрих Флорус фон Шверин (* 13/31 юли 1754; † 18 ноември 1828, Дирдорф), неженен
- Хенриета фон Шверин (1756 – 1757)